# Dominic Barker
Dominic Barker (* 1966 in Southport) ist ein britischer Kinderbuchautor.

## Leben
Dominic Barker wurde 1966 in Southport geboren. Nach dem Abschluss an der University of Birmingham in Englisch verbrachte er zwei Jahre als Teil eines Komikerduos. Danach entschied er sich endgültig für den Lehrerberuf. Nachdem er lange als Pädagoge an Secondary Schools in Liverpool, London und Dorset arbeitete und lebte, widmet er sich gegenwärtig im Rahmen eines Sabbaticals vollauf dem Schreiben in Barcelona.
Sein Erstlingswerk Sharp Stuff kam 2000 auf die Shortlist (Auswahlliste) des Branford Boase Awards und Blart: The Boy Who Didn't Want to Save the World gewann 2007 den Stockton Children’s Book of the Year.

## Werke
- Mickey Sharp Serie:
  - Sharp Stuff (1999)
  - Sharp Shot (2001)
  - Sharp Returns (2003)
  - Sharp Beats (2008)
- Blart series:
  - Blart: The Boy Who Didn't Want to Save the World (2006)
  - Blart II: The Boy Who was Wanted Dead or Alive - Or Both (2007)
  - Blart III: The Boy Who Set Sail on a Questionable Quest (2008)

- Adam and the Arkonauts (2010)
- James and Anna (2010)
- Max and Molly's Guide to Trouble: How to Catch a Criminal. 2011